# کباده‌کشی
کباده کشیدن یا کباده زدن یکی از ورزشهای باستانی میباشد. 

## نحوه اجراء
کباده کشیدن به این گونه‌است که ورزشکار کمان کباده را با دست راست و زنجیر آن را با دست چپ می‌گیرد (برای چپ دستها برعکس میشود) و بالای سر در این حالت دو بازوی او کمی تا شده‌است نگه می‌دارد. و با ضرب و آواز مرشد، یک بار دست راست را در امتداد شانه نگاه می‌دارد و دست چپ را بر روی سر خم می‌کند و می‌خواباند و بار دیگر دست چپ را در امتداد شانه نگاه می‌دارد، و دست چپ را بر روی سر خم می‌کند و می‌خواباند و بدین گونه ورزشکار کباده کشیدن را ادامه می‌دهد. او باید به روی پنجه‌های دو پا به ایستد و با آهسته و نرم حرکت دادن کباده پا به پا بشود و پیش و پس برود.

## قوانین
کباده را همه ورزشکاران نمی‌کشند و کسانی‌که بخواهند بکشند پس از چرخ زدن دوتا دوتا یا تک تک از مرشد یا پیش کسوت «رُخصت» می‌گیرند و هر کدام کباده‌ای برمی‌دارند و شروع به کباده کشی میکنند. 

## منبع
- سایت فرهنگسرا